# الفتح الإسلامي لشمال بلاد فارس
شمل الفتح الإسلامي لشمال بلاد فارس طبرستان والجزء الأكبر من أرمينيا التاريخية وألبانيا القوقازية وأيبيريا كجزء من الفتح الإسلامي لفارس.
فُتحت ألبانيا الساسانية في منتصف القرن السابع ودخلت في حظيرة الخلافة الراشدة. قاتل ملك ألبانيا جوانشير إلى جانب إيران الساسانية. لكن في مواجهة خطر القوات الإسلامية من الجنوب وهجوم الخزر من الشمال، كان عليه الاعتراف بسيادة الخلافة.
في حين بدأت الفتوحات الأولى في جورجيا الحالية بين عامي 642 و645، أثناء الفتح الإسلامي لفارس. وسرعان ما فتحت تبليسي عام 645.